# Списак места Светске баштине на Новом Зеланду
Организација Уједињених нација за образовање, науку и културу (УНЕСKО) означава и штити локалитете светске баштине. Ови локалитети имају универзалну вредност, као културна или природна баштина. Локалитете номинује земаља потписнице Конвенције о Светској баштини УНЕСКО-а, установљене 1972. године. Културно наслеђе се састоји од споменика (као што су архитектонска дела, монументалне скулптуре или натписи), групе зграда и локалитета (укључујући археолошка налазишта). Природне карактеристике (које се састоје од физичких и биолошких формација), геолошке и физиографске формације (укључујући станишта угрожених врста животиња и биљака), природни локалитети који су важни са становишта науке, очувања или природне лепоте, дефинишу се као природне наслеђе.
Нови Зеланд је потписао конвенцију 22. новембра 1984. године.
На Новом Зеланду постоје три локалитета светске баштине, а још осам локалитета је на прелиминарној листи. Први и други локалитет су заштићени 1990. године, а трећи 1998. године. Национални парк Тонгариро је наведен због културног и природног значаја, док су друга два локалитета природна. Нови Зеланд је једном био део Комитета светске баштине.

## Списак локалитета
УНЕСКО сврстава локалитете под десет критеријума; сваки локалитет мора да испуњава барем један од критеријума. Критеријуми од I до VI су културни, а од VII до X су природни.
| Локација                                 | Фотографија                                                    | Локација                            | Година уписа | УНЕСКО подаци                    | Опис |
| ---------------------------------------- | -------------------------------------------------------------- | ----------------------------------- | ------------ | -------------------------------- | --- |
| Национални парк Тонгариро                | Landscape with shrubs and a volcanic peak in the background    | Манавату-Вангануи                   | 1990.        | 421bis; vi, vii, viii (помешано) | Налази се на крајњој тачки Ватреног појаса Пацифика, национални парк обухвата активне и угашене вулкане, кратере, поља лаве и језера. Овде су присутни трагови глацијалне активности, при чему се преостали ледници налазе искључиво на падинама планине Руапеху. Парк карактерише разноврсност станишта, укључујући низијске кишне шуме широколисног дрвећа, јужне букве и ледена поља на великим надморским висинама. Локација је 1990. године уписана на листу светске баштине због свог природног значаја, а након ревидирања критеријума, Током 1993. године уписана је као први локалитет према критеријуму културног предела. Планине имају свето значење за народ Маори јер представљају духовну везу између човека и природе.                                                             |
| Те Вахипоунаму – Југозападни Нови Зеланд | A hiking path through shrubland towards snow-covered mountains | Отадо Саутленд, Западна обала       | 1990.        | 551; vii, viii, ix, x (природа)  | Овај велики национални парк обухвата 10% укупне копнене површине Новог Зеланда. Налази се на југозападној обали Јужног острва и обухвата делове планинског ланца Јужни Алпи. Предео националног парка је обликовала глацијација. Одликују га фјордови, кањони и острва са оштром обалом. Биљни и животињски свет представљају остатке древне Гондване, која је на овим просторима опстала дуже него било где другде захваљујући изолованости острва. Простор покривају шуме јужне букве и подокарпа, умерене кишне шуме, травнати предели и мочваре. Одсуство сисара предатора довело је до развоја специфичне фауне коју чине јужни смеђи киви, такахе и кеа. Папагај какaпо је живео на копну све до раних осамдесетих година 20. века, али данас опстаје само на појединим приобалним острвима. |
| Новозеландска субантарктичка острва      | A group of sea lions on a beach                                | Новозеландска субантарктичка острва | 1998.        | 877; ix, x (природа)             | Локалитет обухвата пет група острва у Јужном океану: Антиподска, Оклендска острва, Баунти, Снерс и Кампбелова острва. На острвима живи разноврска популација морских птица и пингвина, укључујући и поједине врсте које живе искључиво овде. На овим просторима обитава десет врста албатроса, ретки баунти корморан, као и велики број црних буљинара. Острва су станиште већине новозеландских морских лавова (на фотографији је група морских лавова на острву Ендерби), а околне воде представљају мрестилишта јужног глатког кита. Карактеристичну флору острва чине мега-биљке, врсте које су еволуцијом развиле изузетно велике димензије и тако се адаптирале на сурове климатске услове.                                                                                                  |

## Прелиминарни списак
Поред локалитета уписаних на листу светске баштине, државе чланице могу да одржавају прелиминарни списак локалитета, који касније могу да буду размотрени за званичну номинацију и заштиту. Номинације за укључење на списак светске баштине се прихватају само ако је локалитет претходно био наведен на прелиминарној листи. Нови Зеланд је уврстио осам локалитета на свој прелиминарни списак.
| Локација                                                       | Фотографија                                                                   | Локација                       | Година уписа | УНЕСКО подаци                   | Опис |
| -------------------------------------------------------------- | ----------------------------------------------------------------------------- | ------------------------------ | ------------ | ------------------------------- | --- |
| Вулканска поља Окланда                                         | Grass-covered terraces on the slopes of a volcanic cone                       | Окланд                         | 2007.        | ii, iii, iv, v, viii (помешано) | Културни пејзаж око Окланда обликовали су вулканска активност и народ Маори. Вулканска активност створила је бројне вулканске купе, од којих је свака настала током једне ерупције. Последња вулканска ерупција догодила се пре 600 година. Присутни су кратери од шљаке и маар кратери, као и поља лаве. Падине ових конуса Маори су преобликовали у терасе ради узгајања биљака на плодном вулканском тлу, као и за потребе фортификација. Терасе на Маунгакјекие / Врху једног дрвета (ен. One Tree Hill) приказане су на фотографији.                                                               |
| Воде и морско дно Фјордланда (Те Моана О Атавхенуа)            | View of a fiord with cloud cover                                              | Саутленд                       | 2007.        | vii, viii, ix, x (природа)      | Ово је предложено проширење светске баштине Те Вахипоунаму, са посебним нагласком на морско дно и фјордове овог региона. Воде обухватају два типа окружења. Спољаши део ообала су мрестилишта фока и океанских птица, док дуги и стрми фјордови досежу дубине до 420 метара и одликују се морским екосистемом који је различит у поређењу са приобалним водама. Проширење обухвата осам морских резервата, укључујући морски резерват Те Тапувае о Хуа (Long Sound), који је приказан на фотографији.                                                                                                   |
| Национални парк Кахуранги, Спит Фаревел и карстни систем Кенан | River through hills and mountains covered by lush vegetation                  | Западна обала                  | 2007.        | vii, viii, ix, x (природа)      | Национални парк Кахуранги обухвата бројна разноврсна станишта, укључујући умерене кишне шуме, травнате пределе, пешчане дине и мочваре, као и планинске облике рељефа као што су тресаве, сипари, циркови, планински пашњаци и друго. Спит Фервел дугачак је 30 километара и представља пешчану формацију која штити Златни залив (Golden Bay) / Мохуа. То је значајно станиште приобалних птица. |
| Историјски комплекс Керикери                                   | 19th century stone houses near a river                                        | Нортленд                       | 2007.        | ii, iii, iv, v, vi (култура)    | Басен реке Керикери насељавали су Маори пре доласка Европљана. Ово подручје представљало је место контакта између локалног становништва и хришћанских мисионара који су овде 1819. године основали мисију и уједно прво европско насеље на Новом Зеланду. Две сачуване грађевине: Кућа мисије из 1822. године и Камена продавница из 1836. године. Ове грађевине представљају најстарију дрвену и најстарију камену грађевину у земљи. Маорско насеље налазило се у непосредној близини. |
| Кермадек острва и морски резерват                              | A view of the ocean and some islets through vegetation                        | Изолована острва Новог Зеланда | 2007.        | vii, viii, ix, x (природа)      | Група острва налази се око 1.100 километара североисточно од Северног острва. Највеће острво је Раул (на фотографији). И острва и околни поморски резерват налазе се под строгом заштитом државе. Од деведесетих година прошлог столећа на острвима се спроводи пројекат обнове, који обухвата уклањање инвазивног корова и штеточина које је у резерват донео људски фактор. |
| Историјски комплекс Арт Деко у Нејпијеру                       | An Art Deco building with the words Halsbury Chambers 1932 above the entrance | Хокс Беј                       | 2007.        | ii, iv, vi (култура)            | Снажан земљотрес уништио је град Напиер 1931. Град је првобитно основан педесетих година 19. века. Обнова града изведена је у стилу р деко, с тим што су нове зграде биле ограничене на највише два спрата. Користио се армирани бетон, док су старији материјали попут цигле били забрањени. Објекти су украшени сиромашнијом фасадном пластиком са доминантним Ар Деко мотивима, али и елементима дизајна из уметности наслеђа Маори народа. |
| Вакаруа Моутере (Североисточна острва)                         | A view at an island with steep rocky slopes from the sea level                | Нортленд                       | 2007.        | vii, viii, ix, x (природа)      | This nomination comprises nine clusters of islands and marine sites along the northern coast of North Island. Two of the islands have marine reserves established in the waters around them. The islands importantly help the conservation and recovery of the species that are threatened on the mainland. Manawatāwhi / Three Kings Islands is pictured. |
| Историјски комплекс територије утврђене споразумом Вајтанги    | A building with wooden Māori-style carvings                                   | Нортленд                       | 2007.        | i, ii, iii, iv, vi (култура)    | Локалитет обухвата грађевине релевантне за историју Новог Зеланда. . Кућа Споразума припадала је Џејмсу Басбију и била је место одржавања састанака између Британца и Маорија, на којем је усвојена Декларација о независности Новог Зеланда 1835. године. Овде је 1840. године потписан Споразум из Вајтангија. Кућа је реновирана и модификована тридесетих година 20. столећа поводом прославе стогодишњице, али су те измене анулиране 1989. године и грађевина је враћена у првобитно стање. Маорска грађевина Те Вхаре Рунанга (на слици) саграђена је 1939. године, такође поводом стогодишњице. |